# 鄒崇漢
鄒崇汉(1821年－？年)， 字云章，号星溪，公安人。邹姓人物。道光丙午中第一名举人（解元）。清朝诗人。
清同治版《公安县志》有傳，记载：（鄒崇汉）十九冠童军（即生员 或称秀才）。越三年，以第一食餼(即明清時期透過考試取得廪生資格，享受補貼）。又三年，遂领解。  
著有《辛畦居士稿》等。代表作有《湖堤漫兴》， 该诗收錄於《晚晴簃诗汇》 （又名《清詩匯》 ）（徐世昌 編）。

## 文学作品
- 《湖堤漫兴》（清·邹崇汉）[3]

人生行乐耳，吾道是耶非。
鸥鸟频频狎，鲈鱼渐渐肥。
江湖年老大，风雨愿乖违。
且趁扁舟兴，还家自款扉。
- 《报慈寺夜起》（清·邹崇汉）[4]

夜阑不成寐，起步出前楹。
断木疑人立，微风误雨声。
境如僧入定，心与月同明。
万木萧森处，啾瞅一鸟鸣。

- 《咸丰甲寅感愤》（清·邹崇汉）[1]

如此江山贼蔓延，四郊何日靖烽烟?
男儿不具封候骨，枉住人间三十年。 

- 《慨里人议徙他所》 （清·邹崇汉）[1]

上通三峡下三湘，锁钥东南半壁强。
隼翼虎威凭假借，风声鹤唳顿仓皇。
兵戈飒沓湖山表，羽檄飞驰道路旁。 
沧海横流何日靖？ 不堪翘首望江乡。 
震邻烽火澈天红，指日分飞信转蓬。
黄鹤落帆波上下，青螺振策路西东。 
乱离儿女翻成累，落拓文章那建功。
安得冲锋一长剑，棱棱霜锷倚崆峒。 

- 《邑团练成句》（清·邹崇汉）[1]

吕蒙营垒左公城，战伐飞腾古有名。
廿载蛟龙争出没，一朝豺虎忽纵横。 
东南杀气迷荆楚，西北祥云拥帝京。 
决策运筹唯奋武，拼将戮贼仗书生。 

- 《冬夜书怀》 （清·邹崇汉）[1]

落叶下庭柯，惊风摵摵过。
一年又容易，万事忽蹉跎。
岁晚心仍壮，忧深鬓早皤。
拥炉看长剑，竟夕几摩挲。

- 楹 联：报慈寺（公安县章田寺乡）（清·邹崇汉）

境如僧入定；心与月同明。

- 传记：《太学生呙公履興暨妣刘孺人合传》[5] （清·邹崇汉）

## 对其描写
- 《客舍烹茶忆邹星溪》[1]（清·李文清）

火炉新煮茗，小饮当金瓯。
水涸溪毛现，月高树影收。
敲砧千里梦，击柝一声秋。 
遥忆沙津客，举杯正未休。 

## 服務鄉梓
清道光十二年 (1832), 由鄒美中領修淤泥垸圍堤。因工程浩大，功未竟而卒。光緒九年（1883）其子鄒崇漢繼續加修，全堤告竣，名黃金堤。

## 親屬
父親鄒美中，长兄鄒崇泗。
邹崇汉有三子：邹高元，邹高炜，邹高勋。
曾孙鄒越阶，清末举人，晚清及民国政治人物。